# Redwing – Flucht vor den schwarzen Droiden
Redwing – Flucht vor den schwarzen Droiden (Originaltitel: Starship, auch Lorca and the Outlaws) ist ein britischer Science-Fiction-Film von Roger Christian aus dem Jahr 1984.

## Handlung
Der Film spielt im Jahr 2084. Auf dem Minenplaneten Ordessa plant der Diktator Jowitt, die dortigen Bergarbeiter durch Roboter zu ersetzen. Der Jugendliche Lorca und der Android Kid stellen sich ihm entgegen. Nach diversen Verfolgungsjagden (unter anderem auf einem riesigen Radlader) kommt es zum Showdown, und Jowitt kann entmachtet werden.

## Kritiken
„Redwing entpuppt sich sehr schnell als zwar technisch großformatiges, aber inhaltlich dürftiges Genre-Kino […] Trotz zahlreicher Explosionen ist [der Film] langatmig, uninteressant und schwerfällig inszeniert.“

## Trivia
Die Filmmusik schrieb Tony Banks, der Keyboarder der Band Genesis.
In deutschen Kinos lief er erstmals am 5. Juli 1985.